# Olympische Sommerspiele 1972/Ringen – Freistil Bantamgewicht (Männer)
Das Freistilringen der Männer in der Klasse bis 57 kg bei den Olympischen Sommerspielen 1972 wurde vom 27. bis 31. August in der Ringer-Judo-Halle auf dem Messegelände Theresienhöhe ausgetragen.

## Wettkampfformat
Die Kampfzeit war auf drei Mal drei Minuten beschränkt. Ein Ringer blieb solange im Turnier, bis er mit sechs Minuspunkten belastet war. Sobald nur noch zwei oder drei Athleten übrig waren, wurde eine Finalrunde um die Medaillen ausgetragen.
Minuspunkte wurden wie folgt verteilt:
- 0,5: Sieg durch technische Überlegenheit
- 1: Sieg nach Punkten
- 2: Unentschieden
- 2,5: Unentschieden, Passivität
- 3: Niederlage nach Punkten
- 3,5: Niederlage durch technische Überlegenheit des Gegners
- 4:  Niederlage durch Schultersieg des Gegners, Passivität, Verletzung

## Ergebnisse
Legende
- MPG – Minuspunkte Gesamt
- MPK – Minuspunkte in diesem Kampf

### Runde 1
| MPG | MPK |                          | Zeit |                 | MPK | MPG |
| --- | --- | ------------------------ | ---- | --------------- | --- | --- |
| 3   | 3   | Horst Mayer              |      | Ramezan Kheder  | 1   | 1   |
| 0,5 | 0,5 | Amrik Singh Gill         |      | Juan Velarde    | 3,5 | 3,5 |
| 1   | 1   | Moises López             |      | Egon Beiler     | 3   | 3   |
| 3   | 3   | Megdiin Khoilogdorj      |      | Iwan Kuleschow  | 1   | 1   |
| 0   | 0   | László Klinga            | 1:22 | Arturo Tanaquin | 4   | 4   |
| 3   | 3   | Kazım Yıldırım           |      | Iwan Schawow    | 1   | 1   |
| 1   | 1   | Zbigniew Żedzicki        |      | An Jea-won      | 3   | 3   |
| 0,5 | 0,5 | Hideaki Yanagida         |      | Ernst Hack      | 3,5 | 3,5 |
| 4   | 4   | Georgios Chatziioannidis | 5:15 | Richard Sanders | 0   | 0   |
| 4   | 4   | Hsu Chin-hsiung          | 4:16 | Nicolae Dumitru | 0   | 0   |
| 1   | 1   | Eduardo Maggiolo         |      | Luis Fuentes    | 3   | 3   |
| 4   | 4   | Raymond Barry            | 8:37 | Prem Nath       | 0   | 0   |
| 1   | 1   | Jorge Ramos              |      | Allah Ditta     | 3   | 3   |
| 0   | 0   | Ghulam Sideeq            | 5:47 | Risto Darlev    | 4   | 4   |

### Runde 2
| MPG | MPK |                          | Zeit |                     | MPK | MPG |
| --- | --- | ------------------------ | ---- | ------------------- | --- | --- |
| 3,5 | 0,5 | Horst Mayer              |      | Amrik Singh Gill    | 3,5 | 4   |
| 1   | 0   | Ramezan Kheder           | 5:10 | Juan Velarde        | 4   | 7,5 |
| 5   | 4   | Moises López             | 8:21 | Megdiin Khoilogdorj | 0   | 3   |
| 6,5 | 3,5 | Egon Beiler              |      | Iwan Kuleschow      | 0,5 | 1,5 |
| 0,5 | 0,5 | László Klinga            |      | Kazım Yıldırım      | 3,5 | 6,5 |
| 8   | 4   | Arturo Tanaquin          | 0:57 | Iwan Schawow        | 0   | 1   |
| 4,5 | 3,5 | Zbigniew Żedzicki        |      | Hideaki Yanagida    | 0,5 | 1   |
| 3,5 | 0,5 | An Jea-won               |      | Ernst Hack          | 3,5 | 7   |
| 4   | 0   | Georgios Chatziioannidis | 3:49 | Hsu Chin-hsiung     | 4   | 8   |
| 0   | 0   | Richard Sanders          | 5:34 | Nicolae Dumitru     | 4   | 4   |
| 1   | 0   | Eduardo Maggiolo         | 4:34 | Raymond Barry       | 4   | 8   |
| 6   | 3   | Luis Fuentes             |      | Prem Nath           | 1   | 1   |
| 2   | 1   | Jorge Ramos              |      | Ghulam Sideeq       | 3   | 3   |
| 6   | 3   | Allah Ditta              |      | Risto Darlev        | 1   | 5   |

### Runde 3
| MPG | MPK |                     | Zeit |                          | MPK | MPG |
| --- | --- | ------------------- | ---- | ------------------------ | --- | --- |
| 3,5 | 0   | Horst Mayer         | 8:30 | Moises López             | 4   | 9   |
| 1   | 0   | Ramezan Kheder      | 1:25 | Amrik Singh Gill         | 4   | 8   |
| 5   | 2   | Megdiin Khoilogdorj |      | László Klinga            | 2   | 2,5 |
| 5,5 | 4   | Iwan Kuleschow      | 1:35 | Iwan Schawow             | 0   | 1   |
| 4,5 | 0   | Zbigniew Żedzicki   | 1:16 | Georgios Chatziioannidis | 4   | 8   |
| 7,5 | 4   | An Jea-won          | 1:20 | Hideaki Yanagida         | 0   | 1   |
| 0   | 0   | Richard Sanders     | 1:32 | Eduardo Maggiolo         | 4   | 5   |
| 7   | 3   | Nicolae Dumitru     |      | Jorge Ramos              | 1   | 3   |
| 1   | 0   | Prem Nath           | 6:39 | Ghulam Sideeq            | 4   | 7   |
| 5   |     | Risto Darlev        |      | Freilos                  |     |     |

### Runde 4
| MPG | MPK |                  | Zeit |                     | MPK | MPG |
| --- | --- | ---------------- | ---- | ------------------- | --- | --- |
| 9   | 4   | Risto Darlev     | 5:01 | Horst Mayer         | 0   | 3,5 |
| 2   | 1   | Ramezan Kheder   |      | Megdiin Khoilogdorj | 3   | 8   |
| 9,5 | 4   | Iwan Kuleschow   | 3:24 | László Klinga       | 0   | 2,5 |
| 1   | 0   | Iwan Schawow     | 1:23 | Zbigniew Żedzicki   | 4   | 8,5 |
| 2   | 1   | Hideaki Yanagida |      | Richard Sanders     | 3   | 3   |
| 9   | 4   | Eduardo Maggiolo | 4:33 | Prem Nath           | 0   | 1   |
| 3   |     | Jorge Ramos      |      | Freilos             |     |     |

### Runde 5
| MPG | MPK |                 | Zeit |                  | MPK | MPG |
| --- | --- | --------------- | ---- | ---------------- | --- | --- |
| 6   | 3   | Jorge Ramos     |      | Horst Mayer      | 1   | 4,5 |
| 5   | 3   | Ramezan Kheder  |      | László Klinga    | 1   | 3,5 |
| 4   | 3   | Iwan Schawow    |      | Hideaki Yanagida | 1   | 3   |
| 3   | 0   | Richard Sanders | 1:23 | Prem Nath        | 4   | 5   |

### Runde 6
| MPG | MPK |                | Zeit |                  | MPK | MPG |
| --- | --- | -------------- | ---- | ---------------- | --- | --- |
| 7,5 | 3   | Horst Mayer    |      | László Klinga    | 1   | 4,5 |
| 8   | 3   | Ramezan Kheder |      | Hideaki Yanagida | 1   | 4   |
| 7   | 3   | Iwan Schawow   |      | Richard Sanders  | 1   | 4   |
| 5   |     | Ramezan Kheder |      | Freilos          |     |     |

### Runde 7
| MPG | MPK |                | Zeit |                  | MPK | MPG |
| --- | --- | -------------- | ---- | ---------------- | --- | --- |
| 9   | 4   | Ramezan Kheder | 5:10 | Hideaki Yanagida | 0   | 4   |
| 8,5 | 4   | László Klinga  | 6:38 | Richard Sanders  | 0   | 4   |

### Finalrunde
Ergebnisse aus den vorherigen Runden wurden übernommen (hell hinterlegt).
| MPG | MPK |                  | Zeit |                 | MPK | MPG |
| --- | --- | ---------------- | ---- | --------------- | --- | --- |
| 1   | 1   | Hideaki Yanagida |      | Richard Sanders | 3   | 3   |